# Sarawut Kongjaroen
Sarawut Kongjaroen (thailändisch สราวุธ คงเจริญ, * 10. Januar 1986) ist ein thailändischer Fußballspieler.

## Karriere
Sarawut Kongjaroen spielte bis Ende 2014 beim Port FC. Der Verein aus der thailändischen Hauptstadt Bangkok spielte in der höchsten Liga des Landes, der Thai Premier League. 2015 wechselte er zum Lampang FC. Mit dem Klub aus Lampang spielte er in der dritten Liga, der damaligen Regional League Division 2, in der Northern Region. Ende 2015 wurde er mit Lampang Meister und stieg in die zweite Liga auf. 2017 wurde er an den Erstligisten Thai Honda Ladkrabang ausgeliehen. Mit dem Bangkoker Verein musste er Ende 2017 den Weg in die zweite Liga antreten. Nach Ende der Ausleihe wurde er Anfang 2020 von Thai Honda fest verpflichtet. Ende 2019 gab Thai Honda bekannt, dass man sich aus dem Ligabetrieb zurückzieht. Seit Anfang 2020 ist der vertrags- und vereinslos.

## Erfolge
Lampang FC
- Regional League Division 2 – North: 2015  ▲